# کوتارام
کوتارام (به انگلیسی: Kottaram) یک منطقهٔ مسکونی در هند است که در بخش کنیاکماری واقع شده‌است. کوتارام ۹٬۴۵۰ نفر جمعیت دارد.